# Rękawica (zbroja)

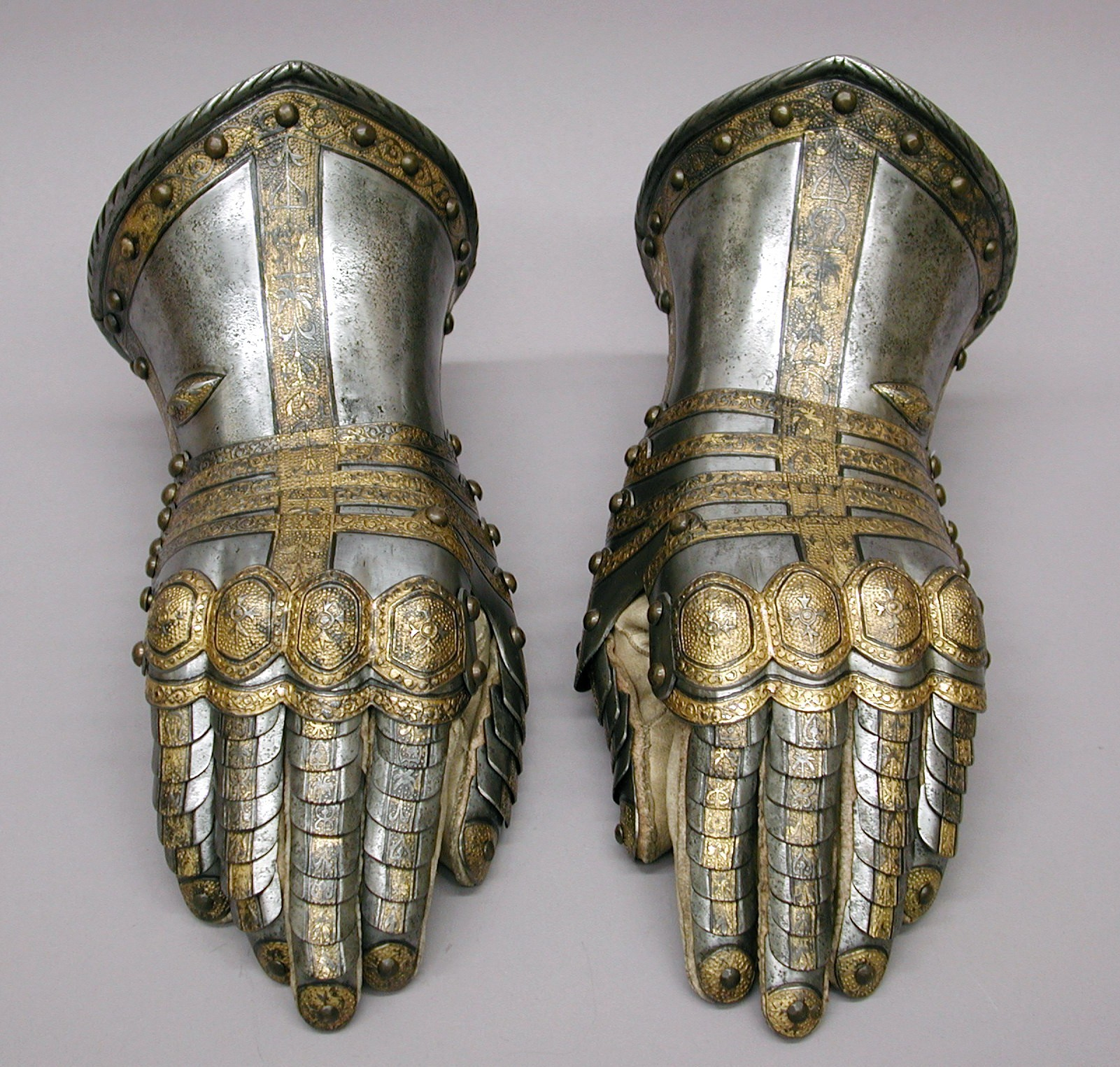
Para rękawic

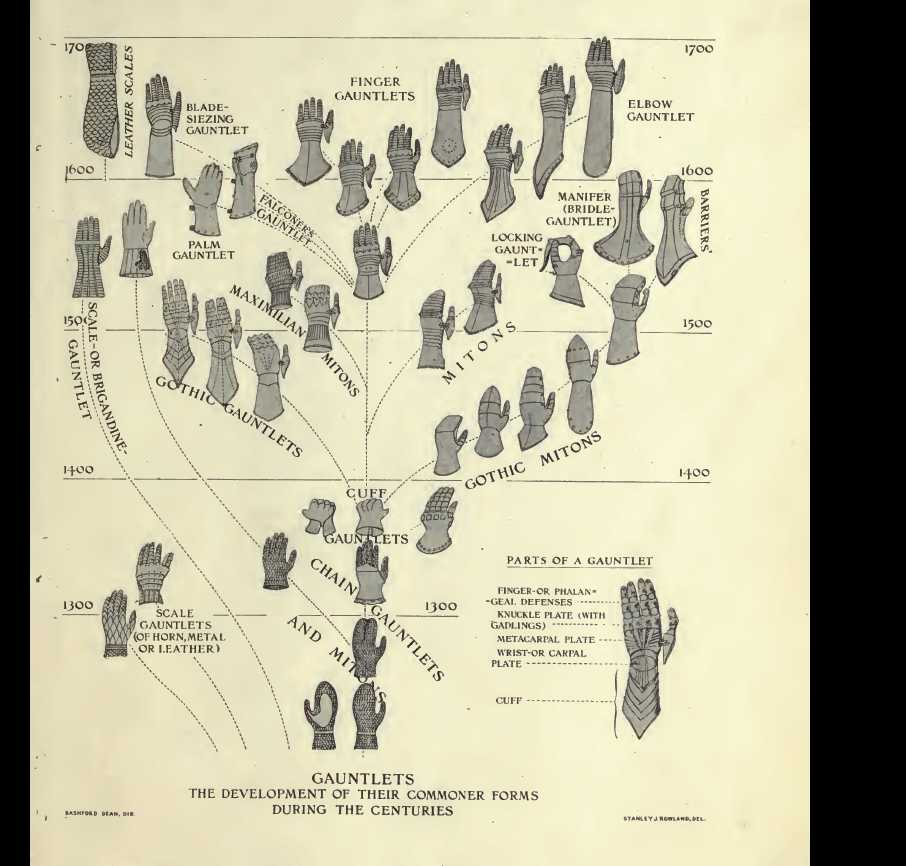
Schemat ewolucji europejskiej rękawicy pancernej

Rękawica – część zbroi służąca do ochrony dłoni i fragmentu przedramienia, zbudowana z folg lub z plecionki kolczej. W pełnej zbroi płytowej budowano je z drobnych metalowych płytek nitowanych do skórzanego podkładu.
W zachodniej i północnej Europie formy pancernych osłon ręki są zaświadczone w ikonografii znalezisk z Valsgärde (Szwecja, VI w. n.e.) i Sutton Hoo (VII w.); miały one najprawdopodobniej postać płytek pancernych nakładanych na rękawicę i przedramię, tak że tworzyły rodzaj mankietu.
W armiach zachodniej Europy rękawice pancerne pojawiają się na szeroką skalę wraz z rozwojem pełnej zbroi kolczej w XII w. Były to jednopalcowe „łapawice”, często wykonywane jako jedna całość z rękawem kolczugi; rękaw taki miał rozcięcie u nadgarstka umożliwiające wysunięcie dłoni z rękawicy, gdy ochrona nie była potrzebna.
Z końcem XIII w. pojawiają się częste wzmianki o rękawicach (najprawdopodobniej skórzanych) wzmocnionych płytkami z fiszbinu; w 1296 roku po raz pierwszy wzmiankowane są rękawice pokryte płytkami pancernymi, niemniej w tym czasie dominowały wciąż kolcze „łapawice”. Około 1330 roku rękawica kolcza zanika na rzecz rękawicy skórzanej lub tekstylnej, z głębokim mankietem, pokrytej fiszbinowymi lub metalowymi płytkami. W połowie wieku kształtuje się typowa rękawica pancerna, z wierzchnią płytą o kształcie klepsydry (tzw. rękawica klepsydrowa), przewężonej w nadgarstku. Jedna część tworzyła okrywający przedramię mankiet, druga ukształtowana była tak, by otaczać wierzch i boki dłoni, łącznie z podstawą kciuka. Małe płytki okrywały palce; umieszczano czasem na nich kolce, by ułatwić walkę pięściami. Całość połączona była spodnią rękawicą tekstylną, rzadziej materiał pokrywał metalowe części od wierzchu.
W latach 30. XV w. rękawice w zbrojach typu niemieckiego uległy wydłużeniu i wysmukleniu, chroniąc jedną płytą przedramię i dłoń po nasadę kciuka; przyjmowały zazwyczaj formę z jednym palcem, z niewielkimi lamelkami tworzącymi wspólną ochronę palców, z wyjątkiem kciuka, chronionego osobno. Dodatkowa, węższa płyta chroniła nadgarstek od wewnątrz. Jednoczęściowe rękawice zastąpiły też poprzedni typ w zbrojach włoskich. 
W XVI w. rozwój broni palnej spowodował stopniową rezygnację z pełnych zbroi; lżej opancerzona kawaleria wykorzystywała jednak często pancerne rękawice jako częściową ochronę. Już wcześniej piechota uzupełniała lżejsze opancerzenie rękawicami, o czym świadczą np. dokumenty krakowskie z XIV w., w których członkowie cechów otrzymują w użytkowanie kolczugi, hełmy i rękawice. Pancerne rękawice pozostały też elementem częściowych pancerzy piechurów, np. hiszpańskich pikinierów w XV–XVI w.. Równocześnie zaś tworzono specjalistyczne, bardzo ciężkie, jednoczęściowe rękawice osłaniające całą rękę wraz z ramieniem aż po bark dla ochrony lewej ręki w zbrojach turniejowych. 
Płatnerze wykonujący rękawice byli czasem osobną grupą w cechu – tak było np. w XV w. w Norymberdze, gdzie była to jedna z pięciu specjalności, którą mógł wybrać czeladnik płatnerski.
Rękawice pancerne były używane także poza Europą. W Persji do zbroi kolczo-płytowych używano często karwaszy z tekstylnymi łapawicami, pokrytymi od wierzchu kolczugą; zachowały się takie egzemplarze z XVII i XVIII w.. Podobnych rękawic z materiału i kolczej plecionki używano w Indiach. W Japonii wczesne zachowane zbroje (z IV–VIII w.) wyposażone są w ochronę przedramienia i wierzchu dłoni z płytek metalowych. Także zbroje nowożytne (gusoku) posiadały często kolczo-lamelkowe naręczaki, przechodzące w podobnej konstrukcji rękawice. Płytka pancerna chroniąca wierzch dłoni, czasem tworząca połowiczną metalową rękawicę zwała się tetsu-gai.

Wielopalczasta rękawica z kolczej plecionki
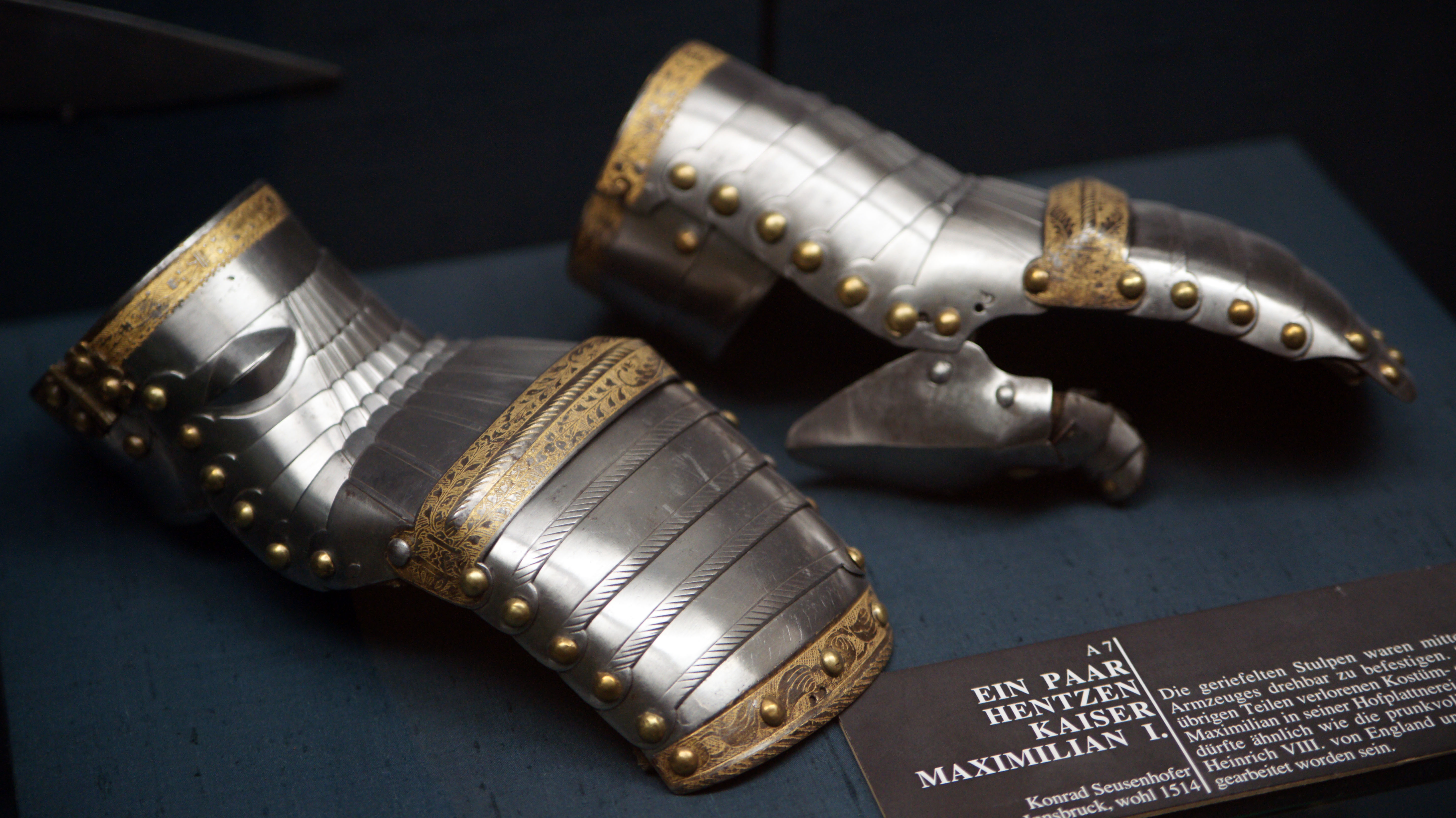
Para jednopalczastych rękawic płytowych do zbroi maksymiliańskiej
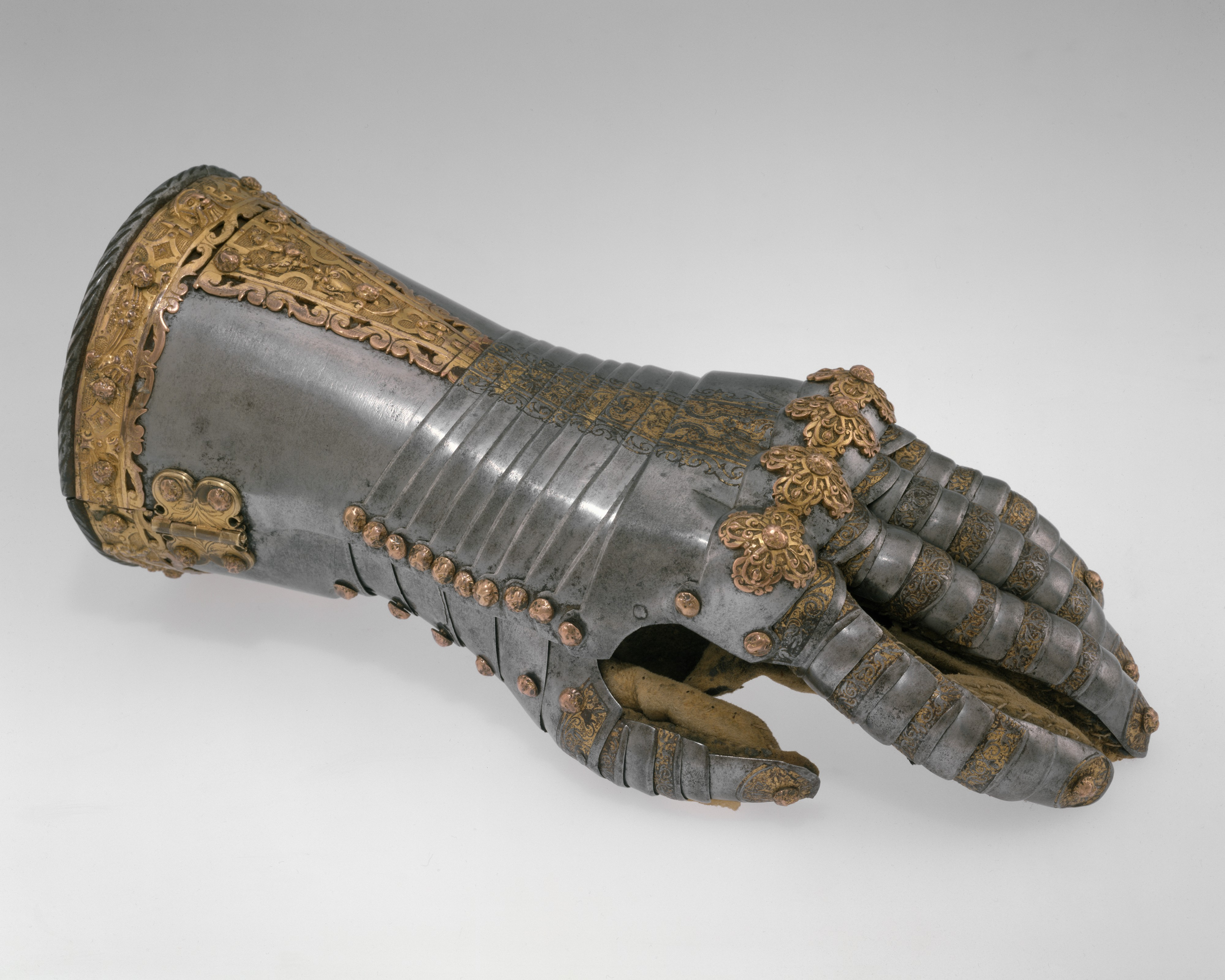
Ozdobna płytowa wielopalczasta rękawica z XVI w.
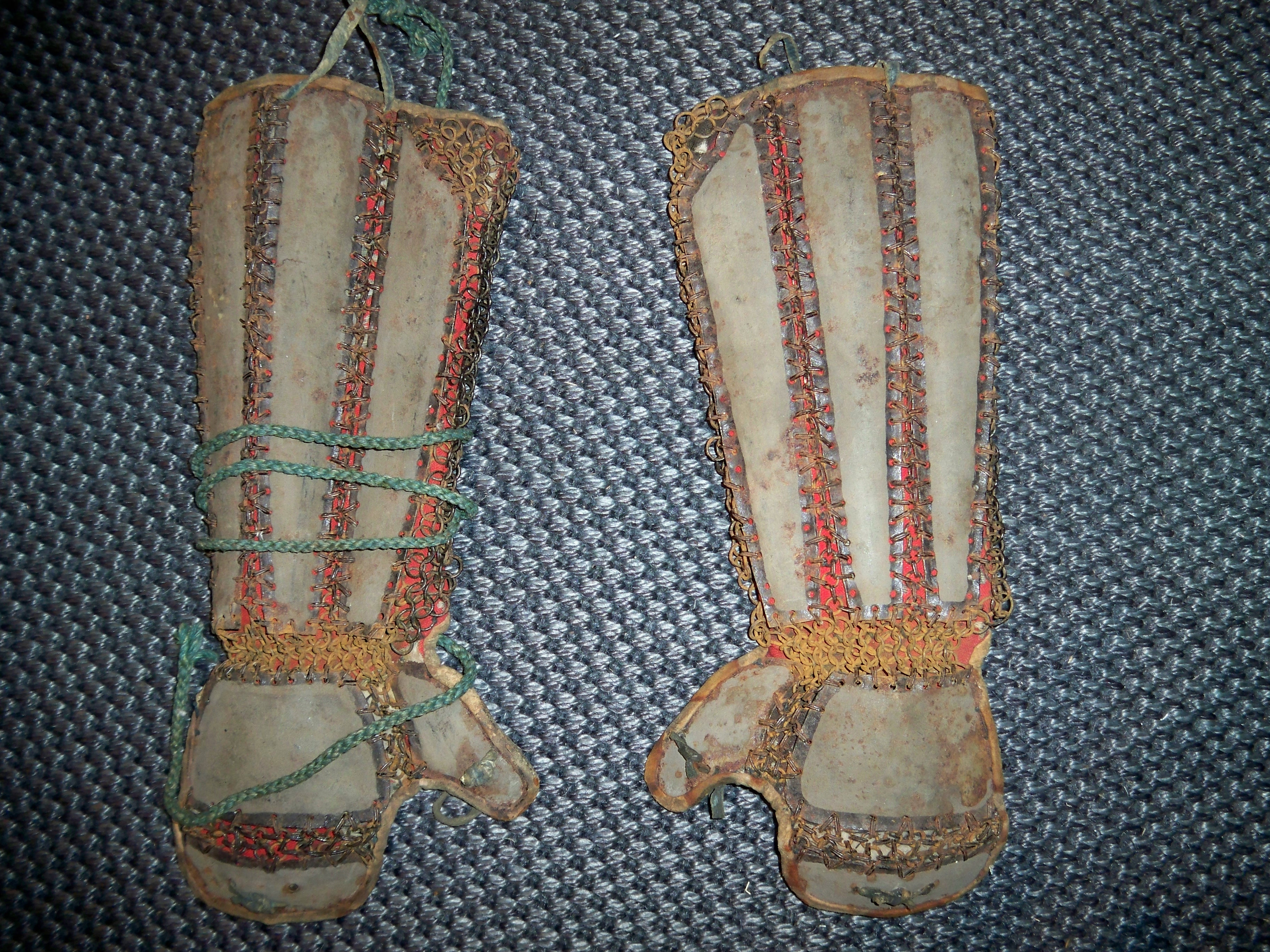
Para japońskich zarękawi pancernych z łapawicami